# سقوط هایپریون
سقوط هایپریون (به انگلیسی: The Fall of Hyperion)، رمانی علمی–تخیلی از دن سیمونز است که دومین کتاب از سری چهارگانهٔ سرودهای هایپریون است و اولین‌بار در سال ۱۹۹۰ به چاپ رسید.
این کتاب موفق شد جوایز علمی‌تخیلی بریتانیا و لوکس را در سال ۱۹۹۱ از آن خود کند و نامزد سال ۱۹۹۱ جایزه هوگو و جایزه نبولای ۱۹۹۰ شود.
داستان آن در سدهٔ ۲۹ میلادی می‌گذرد و دنباله کتاب پیشین است و سرگذشت زائران گورهای زمان را روایت می‌کند که در سیارهٔ درحال‌جنگ هایپریون به سر می‌برند. همزمان، داستان دیگر نقاط کهکشان نیز روایت می‌شود.